# Færøske lagtingsmedlemmer 1978-1980
Færøernes Lagting havde 32 medlemmer mellem lagtingsvalgene 1978 og 1980. Javnaðarflokkurin og Sambandsflokkurin blev største partier med 8 mandater hver, efterfulgt af Tjóðveldisflokkurin og Fólkaflokkurin med 6 mandater hver. Dertil kom Sjálvstýrisflokkurin og Framburðsflokkurin med 2 mandater hver.
| Navn                   | Parti                | Valgkreds      | Bemærkninger                                   |
| ---------------------- | -------------------- | -------------- | ---------------------------------------------- |
| Hilmar Bech            | Javnaðarflokkurin    | Suðuroy        | Lagtingsformand 1979–1980.                     |
| Óli Breckmann          | Fólkaflokkurin       | Suðurstreymoy  |                                                |
| Atli Dam               | Javnaðarflokkurin    | Suðuroy        | Lagmand 1978–1980.                             |
| Hákun Djurhuus         | Fólkaflokkurin       | Norðoyar       |                                                |
| Jógvan Durhuus         | Tjóðveldisflokkurin  | Norðurstreymoy |                                                |
| Pauli Ellefsen         | Sambandsflokkurin    | Suðurstreymoy  |                                                |
| Edmund í Garði         | Fólkaflokkurin       | Eysturoy       |                                                |
| Adolf Hansen           | Framburðsflokkurin   | Eysturoy       |                                                |
| Haldor Hansen          | Javnaðarflokkurin    | Vágar          |                                                |
| Signar Hansen          | Tjóðveldisflokkurin  | Eysturoy       |                                                |
| Jona Henriksen         | Javnaðarflokkurin    | Suðurstreymoy  |                                                |
| Demmus Hentze          | Fólkaflokkurin       | Sandoy         | Minister 1978–1980. Eyðun M. Viderø mødte.     |
| Finnbogi Ísakson       | Tjóðveldisflokkurin  | Norðoyar       |                                                |
| Andreas Petur Jacobsen | Javnaðarflokkurin    | Suðuroy        |                                                |
| Juul Jacobsen          | Framburðsflokkurin   | Suðurstreymoy  |                                                |
| Øssur Dam Jacobsen     | Fólkaflokkurin       | Norðurstreymoy |                                                |
| Asbjørn Joensen        | Sjálvstýrisflokkurin | Norðoyar       |                                                |
| Ivan Johannesen        | Sambandsflokkurin    | Vágar          |                                                |
| Hilmar Kass            | Sjálvstýrisflokkurin | Suðurstreymoy  |                                                |
| Karin Kjølbro          | Tjóðveldisflokkurin  | Suðurstreymoy  |                                                |
| Heðin M. Klein         | Tjóðveldisflokkurin  | Sandoy         | Minister 1978–1980. Hans Marius Joensen mødte. |
| Jacob Lindenskov       | Javnaðarflokkurin    | Suðurstreymoy  | Minister 1978–1979.                            |
| Sverre Midjord         | Javnaðarflokkurin    | Suðuroy        |                                                |
| Flemming Mikkelsen     | Sambandsflokkurin    | Suðuroy        |                                                |
| Agnar Nielsen          | Sambandsflokkurin    | Norðurstreymoy | Lagtingsformand 1978–1979.                     |
| Eli Nolsøe             | Sambandsflokkurin    | Norðoyar       |                                                |
| Johannes Martin Olsen  | Sambandsflokkurin    | Eysturoy       |                                                |
| Jógvan I. Olsen        | Sambandsflokkurin    | Eysturoy       |                                                |
| Erlendur Patursson     | Tjóðveldisflokkurin  | Suðurstreymoy  |                                                |
| Eilif Samuelsen        | Sambandsflokkurin    | Suðurstreymoy  |                                                |
| Jógvan Sundstein       | Fólkaflokkurin       | Suðurstreymoy  |                                                |
| Jørgen Thomsen         | Javnaðarflokkurin    | Eysturoy       |                                                |

| Portal | Portal:Færøerne |